# Teiresziasz

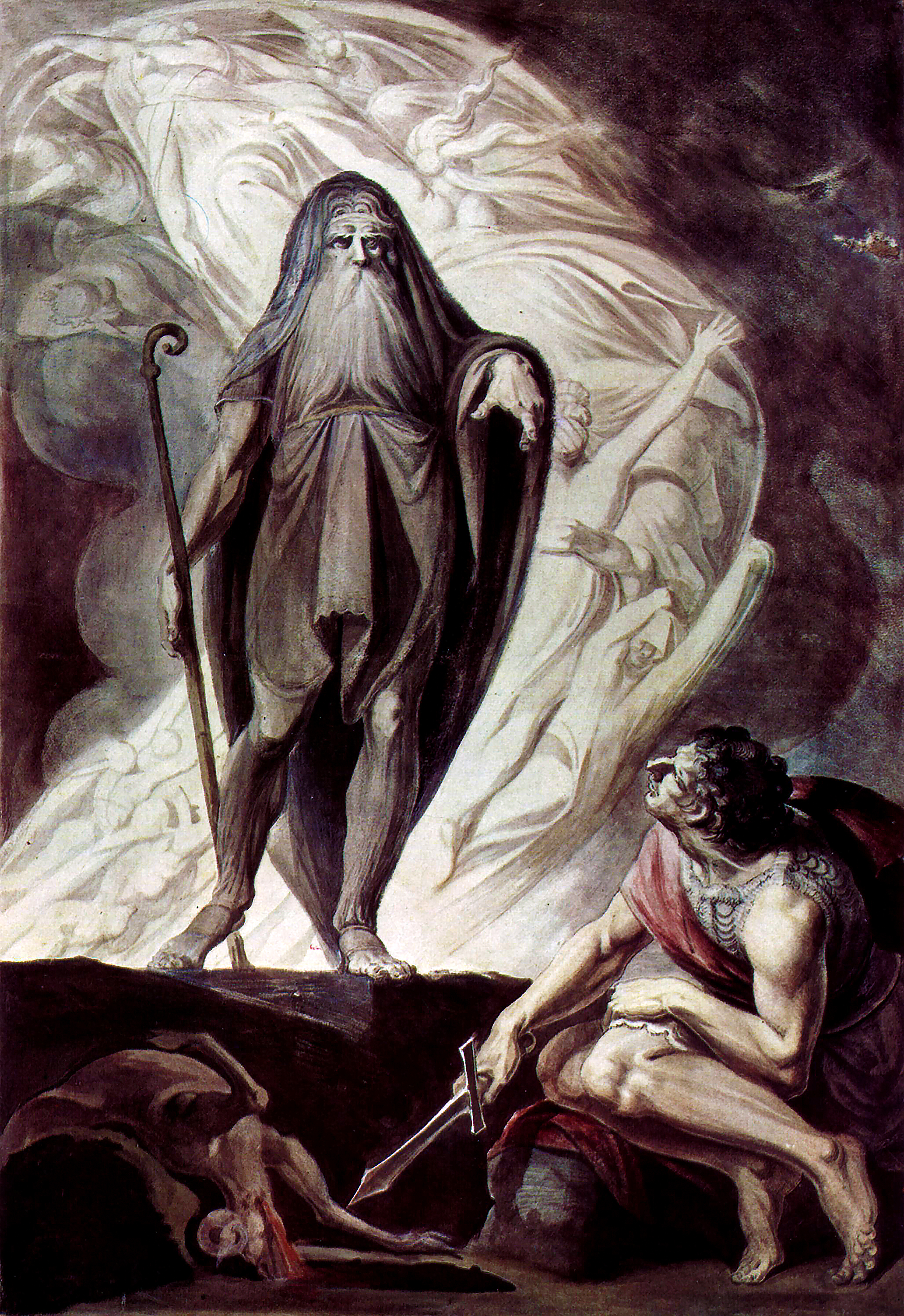
Teiresziasz és Odüsszeusz

Teiresziasz vak jós a görög mitológiában, Euerész és Kharikló fia. Lánya Mantó.

## Jóstehetségének eredete
Egyik változat szerint meglátta Pallasz Athénét, amikor az meztelenül fürdött, aki büntetésből megvakította. Ugyanakkor anyjára való tekintettel jóstehetséget adott neki, és azt a képességet, hogy megértse a madarak beszédét.
Más változat szerint Teiresziasz Zeusz papja volt. Egyszer két párosodó kígyót látott, és botjával megölte a nőstényt; ekkor nővé változott. Nőként Héra papnője lett, és gyermekeket szült. Hét év múlva ugyanilyen helyzetben a hímet ölte meg, és ezzel visszaváltozott férfivá. Amikor Zeusz és Héra arról vitatkoztak, hogy a szerelem a nőnek vagy a férfinak nyújt-e nagyobb élvezetet, Teiresziaszt kérték fel a vita eldöntésére, mivel neki mindkét oldalról voltak tapasztalatai. Teiresziasz azt felelte, hogy az élvezet 9 : 1 arányban a nő oldalán van. Héra megharagudott a válaszért, és megvakította Teiresziaszt, Zeusz viszont jóstehetséggel és hosszú élettel kárpótolta.

## Nevezetes jóslatai
- Menoikeusz megölte magát, mert Teiresziasz azt jósolta, hogy egy thébai önkéntes halála megmenti Thébait a Hetektől.
- Az apja gyilkosát kereső Oidipusznak csak annyit árul el, hogy olyan valaki volt a tettes, akit Oidipusz nem igazán akar megtalálni.
- Halála után Odüsszeusz felkereste őt az alvilágban, és hasznos tanácsokat kapott tőle Héliosz csordájára vonatkozóan